# 亞納奧爾科山 (拉勞斯區)
12°22′45″S 75°42′34″W / 12.37917°S 75.70944°W
亞納奧爾科山（Yana Urqu），是秘魯的山峰，位於該國中南部利馬大區，由堯約斯省的拉勞斯區負責管轄，屬於秘魯中部山脈的一部分，海拔高度4,800米。